# Prosopocera ndinguelei
Prosopocera ndinguelei là một loài bọ cánh cứng trong họ Cerambycidae.